# Philippe Pozzo di Borgo
Philippe Pozzo di Borgo (Tunis, 14 februari 1951 – Marrakesh, 1 juni 2023) was een telg van de Corsicaanse familie Pozzo di Borgo. Hij was hoofd van het champagnehuis Pommery.

## Opleiding en werk
Hij behaalde een MBA in Chicago en een masterdiploma in economie en geschiedenis. Hij werkte van 1975 tot 1978 bij DATAR, van 1978 tot 1981 bij de BSN-groep en vervolgens bij Abbott Diagnostics. In 1984 ging hij werken bij Moët & Chandon. Tussen 1984 en 1988 was hij daar exportmanager, daarna was hij directeur merken en groepsontwikkeling. In 1991 stapte hij over naar het champagnehuis Pommery.

## Persoonlijk
In 1993 raakte Pozzo di Borgo verlamd na een parapente-ongeluk. Drie jaar na het ongeluk stierf zijn echtgenote Béatrice Roche aan kanker. Hij schreef in 2001 het boek Le Second Souffle over zijn tijd daarna met zijn hulp Abdel Sellou, dat in 2011 verfilmd werd onder de titel Intouchables. Regisseur Peter de Baan en schrijver Dick van den Heuvel bewerkten de Franse film in 2015 voor het Nederlandse toneel, met in de hoofdrollen Huub Stapel en Cyriel Guds.
In 2004 hertrouwde hij met een Marokkaanse vrouw, met wie hij in Marokko ging wonen.
Pozzo di Borgo overleed op 72-jarige leeftijd.
- Bibsys: 1490965463344
- Biblioteca Nacional de España: XX5209333
- Bibliothèque nationale de France: cb137487683 (data)
- Catàleg d'autoritats de noms i títols de Catalunya: 981058513393906706
- CiNii: DA17630717
- Gemeinsame Normdatei: 1021088595
- International Standard Name Identifier: 0000 0000 0086 5654
- Library of Congress Control Number: n2012027747
- MusicBrainz: a754ef08-b018-472c-85db-b09cf13ab553
- Bibliotheek van het Japanse parlement: 001112333
- Nationale Bibliotheek van Tsjechië: xx0177251
- Nationale Bibliotheek van Israël: 987007401246605171
- Nederlandse Thesaurus van Auteursnamen: 34093008X
- Réseau des bibliothèques de Suisse occidentale: 02-A008633482
- Istituto Centrale per il Catalogo Unico: PARV567784
- Système universitaire de documentation: 160165725
- Virtual International Authority File: 34637644
- WorldCat: E39PBJmdvmVcVkrKb3QtJpCRKd